# Icona Pop (musikalbum)
Icona Pop kom ut den 14 november 2012 och är ett studioalbum av den svenska popgruppen Icona Pop.

## Låtar
1. Sun Goes Down — 3:15
2. I Love It — 2:35
3. We Got The World — 3:08
4. Downtown — 2:36
5. Ready For The Weekend — 2:42
6. Wanna B with Somebody — 2:59
7. Good For You — 3:35
8. Manners — 3:31
9. Top Rated — 2:59
10. Lovers To Friends — 2:59
11. My Party — 3:47
12. Nights Like This — 3:26
13. Flashback — 2:47

### Fotnoter
1. ↑  ”Icona Pop”. Svensk mediedatabas. 26 februari 2013. http://smdb.kb.se/catalog/id/002857878. Läst 20 juli 2016.